# الاتحاد الخليجي للبتروكيماويات والكيماويات

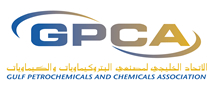
شعار الاتحاد الخليجي للبتروكيماويات والكيماويات

الاتحاد الخليجي للبتروكيماويات والكيماويات (جيبكا) (GPCA) يمثل صناعة الهيدروكربونات في الدول العربية في الخليج العربي. تأسس الاتحاد عام 2006، وهو يعبر عن المصالح المشتركة لأكثر من 230 شركة عضو من الصناعات الكيماوية والصناعات المرتبطة بها، وهذا يمثل أكثر من 95٪ من الإنتاج الكيميائي في منطقة الخليج العربي. تشكل الصناعة ثاني أكبر قطاع صناعي في المنطقة حيث تنتج منتجات تصل قيمتها إلى 97.3 مليار دولار أمريكي سنويًا.
تدعم الجمعية صناعة البتروكيماويات والكيماويات في المنطقة من خلال مبادرات الدعوة والتواصل وقيادة الفكر التي تساعد الشركات الأعضاء على التواصل وتبادل المعرفة وتعزيزها والمساهمة في الحوار الدولي وأن تصبح المؤثرين الرئيسيين في تشكيل مستقبل صناعة البتروكيماويات العالمية.
تلتزم «جيبكا» بتوفير منصة إقليمية لأصحاب المصلحة من جميع أنحاء الصناعة وتدير ست لجان عمل - البلاستيك، وسلسلة التوريد، والأسمدة، والتجارة الدولية، والبحث والابتكار، والرعاية المسؤولة - وتنظم ستة مؤتمرات كل عام. تنشر الجمعية أيضًا تقريرًا سنويًا ورسائل إخبارية وتقارير منتظمة.
رئيس مجلس إدارة الاتحاد الخليجي للبتروكيماويات والكيماويات (جيبكا) هو يوسف البنيان، نائب رئيس مجلس الإدارة والرئيس التنفيذي لشركة سابك.

## روابط خارجية
- الموقع الرسمي